# محوطه چشمه باریک ۱
محوطه چشمه باریک ۱ مربوط به دوره ساسانیان است و در شهرستان مهران، بخش ملکشاهی، دهستان گچی، جنوب روستای چشمه باریک واقع شده و این اثر در تاریخ ۲۲ آبان ۱۳۸۶ با شمارهٔ ثبت ۱۹۹۳۹ به‌عنوان یکی از آثار ملی ایران به ثبت رسیده است.